# Liu Dao
Liu Dao (en chino, 六岛, literalmente, «Isla n.º 6») es un grupo de arte colectivo formado por miembros de diferentes nacionalidades y dominadores de diferentes disciplinas artísticas. Su principal centro de trabajo es island6 Arts Center, espacio situado en M50, el distrito por excelencia del arte contemporáneo en la ciudad de Shanghái, en la República Popular de la China.
El grupo fue fundado en el año 2006 por island6 Arts Center bajo la dirección del francés Thomas Charvériat, y se caracteriza por la diversidad de formas de producción, entre las cuales destacan el uso de recursos electrónicos y multimediales, pictóricos, fotográficos, etc. No es solamente una cuestión de recursos productivos donde reside la multidisciplinariedad de Liu Dao, sino que también en la formación de sus miembros puede hacerse rápidamente patente semejante diferencia pues, el grupo, se encuentra compuesto por ingenieros, arquitectos, artistas, escritores, curadores, actores, etc. El colectivo, mayoritariamente, ha sido expuesto en los diferentes centros que island6 ocupa, dos de ellos en Shanghái y otro de ellos en Tailandia, por lo que más allá de otras posibles colaboraciones, únicamente con las exposiciones llevadas a cabo en los centros island6 ya puede catalogarse al grupo como un colectivo artístico presente a nivel internacional. No obstante, no puede pensarse que este hecho limita el rango de actuación y representación del colectivo pues, entre otros casos, el colectivo Liu Dao ha llegado a exponer, por ejemplo, en el Museo de Arte de China en SISEA 2015, una exposición destinada a la experimentación y a la reflexión entre las relaciones existentes entre la ciencia, la tecnología y el arte.

## Proceso de producción
Liu Dao se destaca por hacer uso de la tecnología digital con el objetivo de expresar y mostrar las emociones, los pensamientos y los estados mentales que nacen y se producen en un entorno tan complejo y a la vez impresionante como es la ciudad de Shanghái en el actual siglo, un siglo especialmente caracterizado por la información y la tecnología. Entre los principios del grupo, se halla la idea de que el colectivismo y el comunitarismo dominante, que contribuyen enormemente a evitar que se actúe por motivos de ego a la vez que garantiza una mayor resistencia al estancamiento creativo pues, en un entorno grupal y en el que las personas no siempre son las mismas, las ideas, los métodos y demás se encuentran en constante evolución y modificación, sin que por ello se pierdan las líneas básicas y representativas de Liu Dao. Inicialmente, el trabajo del colectivo se basa en un concepto o una idea, como no podría ser de otro modo. Este primer trabajo intelectual suele ser llevado a cabo por el curador, aunque todo el grupo es partícipe. A partir de ese preciso momento, tiene lugar un proceso de redacción, el cual consiste en redactar una breve sinopsis que, sobre la base de la idea o concepto previo, dará lugar al inicio de la creación artística propiamente dicha. A la hora de proceder, es importante la función del director artístico, el cual, siempre en contacto con los artistas, evalúa las posibilidades y las mejores formas de crear artísticamente la pieza, así como los recursos idóneos para ser utilizados. La mayoría de las obras de Liu Dao implican el uso de tecnología LED. Los coreógrafos realizan el movimiento y, coordinado por los directores de arte de la casa, a continuación se graba en vídeo que termina por convertirse en una representación de LED con un trabajo en el apartado de software realizado para que coincidan los colores y se consiga crear una secuencia animada de mapas de bits.
Red Gate Gallery, la galería de arte privada más antigua de China, describe el proceso de Liu Dao como la conversión de la tecnología en orgánica en la que: "la realidad digital se llena de vida, donde comienza a hablar, sueña, conspira, y seduce". Además, se refiere a las obras con términos como "fantasía voyeurista", "parafilia", y "rima visual".

## Colaboración
Como se ha señalado, todas las obras de Liu Dao son creadas por varios artistas, lo que permite claramente observar cómo el grupo hace hincapié en la cooperación y la colaboración con el fin de aumentar la riqueza de ideas y la evolución de los proyectos conceptuales. Sus obras están concebidas a través de discusiones entre un director y curador de arte en la que se idea un tema curatorial, se escribe un comunicado y, posteriormente, se comparte con los artistas. Después de la regeneración y el desarrollo conceptual inicialmente citado, los artistas trabajan con los técnicos in situ con el fin de diseñar la estrategia de implementación.
Los créditos relativos a cada pieza se realizan de forma similar a los encontrados en una película, con escritores, directores, modelos, camarógrafos, técnicos, pintores, programadores, coreógrafos y editores. Este proceso pretende ser el opuesto al más habitual, en el que los artistas cuentan con la colaboración de muchas otras personas que trabajan para ellos en diferentes formas pero que nunca se acreditan en absoluto.

## Historia y tradición
Liu Dao tiende a utilizar una gran multitud de influencias, referencias y estilos de arte chino, así como de la historia de China en sus obras. Entre ellas, pueden encontrarse grúas (el símbolo chino de la longevidad), el corte del papel chino, el papel de arroz, o imágenes maoístas y comunistas. Del mismo modo, el tema de la urbanización, la tecnología y la modernidad que se encuentran en Shanghái, donde reside y trabaja el colectivo Liu Dao, son las principales características de los temas del colectivo, como una especie de reverberación de la vida tradicional china convertida en "electrificada". A su vez, las composiciones visuales a menudo se combinan con animación LED y con recortes de papel chino con el objetivo de utilizar una imagen habitual y situarla en el panorama tecnológico del actual siglo 21. La periodista Jasmina Najjar, por ejemplo, escribió que el trabajo del colectivo Liu Dao "...muestra que el arte realmente tiene el poder de trascender las fronteras y abrir diálogos creativos entre las ciudades y los talentos de diferentes disciplinas."

## La interactividad
Una de las características más singulares de las obras de arte Liu Dao es que a menudo cuentan con características modernizadas con respecto a la técnica convencional, sacando a la luz el tema de la reacción y la contribución a la globalización de China, mientras que las obras de arte demandan de interacción a través de diferentes sensores, dispositivos de control de movimiento, telémetros o sonares, los cuales contribuyen a que  "los artistas y tecnólogos participen activamente con la cultura".

## Premios y honores
En abril de 2010, Liu Dao fue seleccionado por Louis Vuitton para una exposición comisariada por Jonathan Thomson en la prestigiosa Louis Vuitton Maison. En septiembre de ese mismo año, Liu Dao fue seleccionada de nuevo por Louis Vuitton para participar en una exposición de arte, “Raining Stars”, en el espacio cultural Louis Vuitton en Macao, centrándose en la experiencia mundial de los fuegos artificiales. Liu Dao fue nominado para el premio de arte anual de caridad de la Fundación Arte Sovereign en 2010 y, el miembro de Liu Dao Rose Tang, tuvo su primera exposición individual, "Roseless".